# Yasujiro Shimazu
Yasujirō Shimazu (島津 保次郎, Shimazu Yasujirō, 3 de junho de 1897 – 18 de setembro de 1945) foi um diretor de cinema e roteirista japonês, pioneiro do gênero shōshimin-eiga ("drama de pessoas comuns") nos estúdios Shōchiku no Japão, antes da Segunda Guerra Mundial.

## Biografia
Shimazu nasceu em Tóquio, sendo o segundo filho do comerciante Otojirō Shimazu. Seu pai era dono de uma empresa de algas marinhas de longa data (shinise) chamada Kōshū-ya, bem em frente à principal loja de departamentos Mitsukoshi, no distrito comercial de Nihonbashi.
Shimazu entrou na Shōchiku em 1920 após ser selecionado em uma audição, começando a treinar com o dramaturgo Kaoru Osanai. Ele estreou como diretor em 1921 no recém-criado estúdio Shōchiku em Kamata (Tóquio), dirigindo filmes de comédia e melodrama, muitas vezes retratando a vida cotidiana da classe média baixa japonesa. Tonari no Yae-chan (1934) e Ani to sono imoto (1939) são considerados seus melhores e mais exemplares filmes. No final da década de 1930, mudou-se para os estúdios Tōhō, onde fez alguns filmes em colaboração com a Associação de Cinema de Manchukuo. Ele morreu de câncer logo após o fim da guerra. Muitos diretores famosos, como Heinosuke Gosho, Shirō Toyoda, Kōzaburō Yoshimura e Keisuke Kinoshita, iniciaram suas carreiras na direção como seus assistentes-.

## Filmografia selecionada
- 1930: Reijin (麗人)
- 1931: Seikatsusen ABC (生活線ＡＢＣ)
- 1932: Jōriku dai ippo (上陸第一歩)
- 1934: Tonari no Yae-chan (隣の八重ちゃん)
- 1935: Shunkinsho: Okoto para Sasuke (春琴抄 お琴と佐助)
- 1936: Kazoku kaigi (家族会議)
- 1937: Kon'yaku sanbagarasu (婚約三羽烏)
- 1937: Asakusa no hi (浅草の灯)
- 1939: Ani to sono imoto (兄とその妹)
- 1940: Totsugu hi made (嫁ぐ日まで)